# مجزع برع (لودر)

تعديل مصدري - تعديل

مجزع برع هي إحدى قرى عزلة زارة بمديرية لودر التابعة لمحافظة أبين، بلغ تعداد سكانها 95 نسمة حسب تعداد اليمن لعام 2004.